# InSSIDer
inSSIDer это сканер Wi-Fi сетей с графическим интерфейсом для Microsoft Windows и macOS, разработанный компанией MetaGeek, LLC.  В 2008 году получил награду "Лучшее открытое ПО для сетей" от Infoworld Bossie Award. Впоследствии поменял открытую лицензию на закрытую и перестал быть программой с открытым исходным кодом.

## История
inSSIDer возник как замена NetStumbler, когда-то популярному сканеру Wi-Fi сетей, активная разработка которого не велась в течение нескольких лет. Кроме того, по отзывам на MetaGeek, NetStumbler не работал в современных 64-х битных операционных системах, а также в Microsoft Windows Vista и выше. Тогда было принято решение о создании Wi-Fi сканера с открытым исходным кодом, более совершенного, для современных версий Windows. Толчок проекту дал Ч. Путни из онлайн-сообщества The Code Project.

## Изменения в версии 2.0
Новая и более стабильная база кода, графики теперь находятся на вкладках и разделены для каналов в 2,4 и 5 ГГц, появилась система фильтрации, позволяющая отображать только те сети, которые соответствуют определенным критериям и др;

## Изменения в версии 3.0
Больше не является открытым исходным кодом, теперь доступны Home edition для некоммерческого использования и Office Edition для покупки.

## История версий
- 5.0.0 (2 октября 2019)
- 4.2.0.12 (19 января 2015)
- 4.0.0.0 (декабря 2013)
- 3.1.2.1 (18 декабря 2013)
- 3.0.7.48 (13 июня 2013)
- 3.0.6.42 (20 мая 2013)
- 3.0.5.80 (22 марта 2013)
- 3.0.4.37 Beta (7 марта 2013)
- 3.0.3.53 Beta (февраля 2013)
- 2.1.6.1394 (25 октября 2012)
- 2.1.5.1393 (26 июня 2012)
- 2.1.4.1391 (1 июня 2012)
- 2.1.1.13 (28 февраля 2012)
- 2.1.0.1379 (39 января 2012)
- 2.0.7.0126 (1 февраля 2011)
- 2.0.5.1111 (4 декабря 2010)
- 1.2.3.1014 (20 октября 2009)

## Возможности
- извлекает информацию о беспроводном сетевом адаптере и его драйвере;
- помогает выбрать лучший доступный сетевой канал;
- информация о сетях Wi-Fi, такая как SSID, MAC-адрес, производитель, скорость, сила сигнала и его безопасность;
- график силы сигнала во времени;
- показывает, какой канал сети Wi-Fi перекрывает другой;
- поддержка GPS;
- экспорт в файловый формат Netstumbler (.ns1);
- журнал в формате KML.

## Системные требования

### Windows
- Version 5.0: Microsoft Windows 7 или выше
- Version 3.0: Microsoft Windows XP SP3 или выше
- Version 2.1: Microsoft Windows XP SP2
- Microsoft .NET Framework 3.5 или выше

### OS X
- OS X Mountain Lion 10.8 или выше

## Альтернативы
- Kismet или LinSSID для Linux, FreeBSD, NetBSD, OpenBSD, и Mac OS X
- KisMAC для Mac OS X
- NetStumbler для Windows 9x, Windows 2000 и Windows XP
- Vistumbler для Windows Vista, Windows 7 и Windows 8
- WiFi Explorer для macOS